# Cimetière parisien de Bagneux
Cimetière parisien de Bagneux é um dos cemitérios de Paris extra muros, localizado em Bagneux (Hauts-de-Seine). O cemitério inclui uma grande área judaica, referenciado algumas vezes como cemitério judaico.

## História
O cemitério foi aberto em 15 de novembro de 1886, sendo um dos três cemitério parisienses extra muros, sendo os outros dois o Cimetière parisien de Thiais (aberto em 1929) e o Cimetière parisien de Pantin.

## Sepultamentos notáveis
- Albert Rubin (1887–1956), pintor e escultor francês/judeu
- Yury Annenkov (1889–1974), artista russo e francês conhecido por suas ilustrações e retratos de livros
- Junie Astor (1912–1967), cantora
- Eugène Atget (1857-1927), fotógrafo
- Barbara (Monique Serf) (1930–1997), cantora
- Claude Berri (1934-2009), ator, escritor, produtor, diretor e distribuidor francês
- María Blanchard (1881-1932), pintor
- Frida Boccara, (1940–1996), cantora
- Lucienne Boyer (1903–1983), cantora
- Martial Brigouleix (1903–1943), militar
- Charles Bruneau (1883–1969) linguista e filólogo
- Francis Carco (1886–1958), escritor
- Marcel Dalio (1900–1983), ator
- Bella Darvi (1928–1971), atriz
- Léon Deubel (1879–1913), poeta
- Jean-Jacques Gautier (1908–1986), autor
- Michèle Girardon (1938–1975), atriz
- Gribouille (Marie-France Gaîté) (1941–1968), cantora
- Marcelle Henry (1895-1945), uma das únicas seis mulheres a receber a Ordre de la Libération
- Alfred Jarry (1873–1907), escritor
- Jules Laforgue (1860–1887), poeta
- André Leducq (1904–1980), ciclista
- Helene Rytmann (1908–1980), mulher de Louis Althusser, combatente da resistência durante a Segunda Guerra Mundial e ativista comunista francesa
- Corinne Luchaire (1921-1950), atriz
- Georges Madon (1892-1924), ás francês da Primeira Guerra Mundial
- Jacqueline Maillan (1923–1992), atriz
- Jacques Monod (1918–1985), ator
- Mela Muter (Maria Melania Mutermilch) (1876–1967), artista
- Jean Paulhan (1884–1968), escritor
- Jehan Rictus (1867–1933), poeta
- Jules Rimet (1875–1956), fundador da Copa do Mundo FIFA
- Alexander Salkind (1921–1997), produtor de cinema
- Stéphane Sirchis (1959–1999), músico, membro fundador da banda francesa Indochine
- Albert Stopford (1860-1939), comerciante de antiguidades que resgatou as joias de Romanov
- John Wilson (1889–1914), jogador de futebol escocês
- Jean Vigo (1905–1934), diretor de cinema

## Galeria

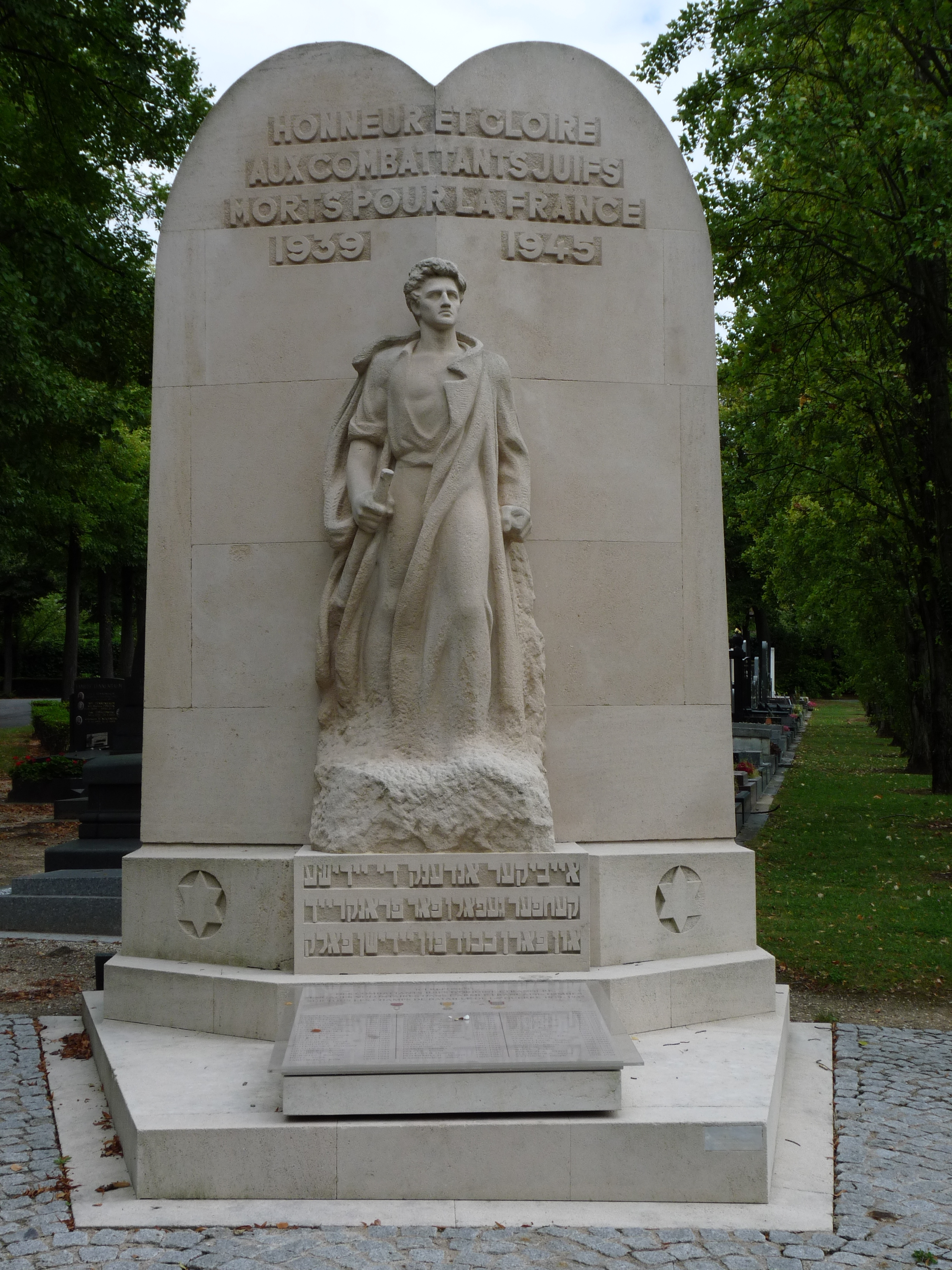
The Jewish War Memorial
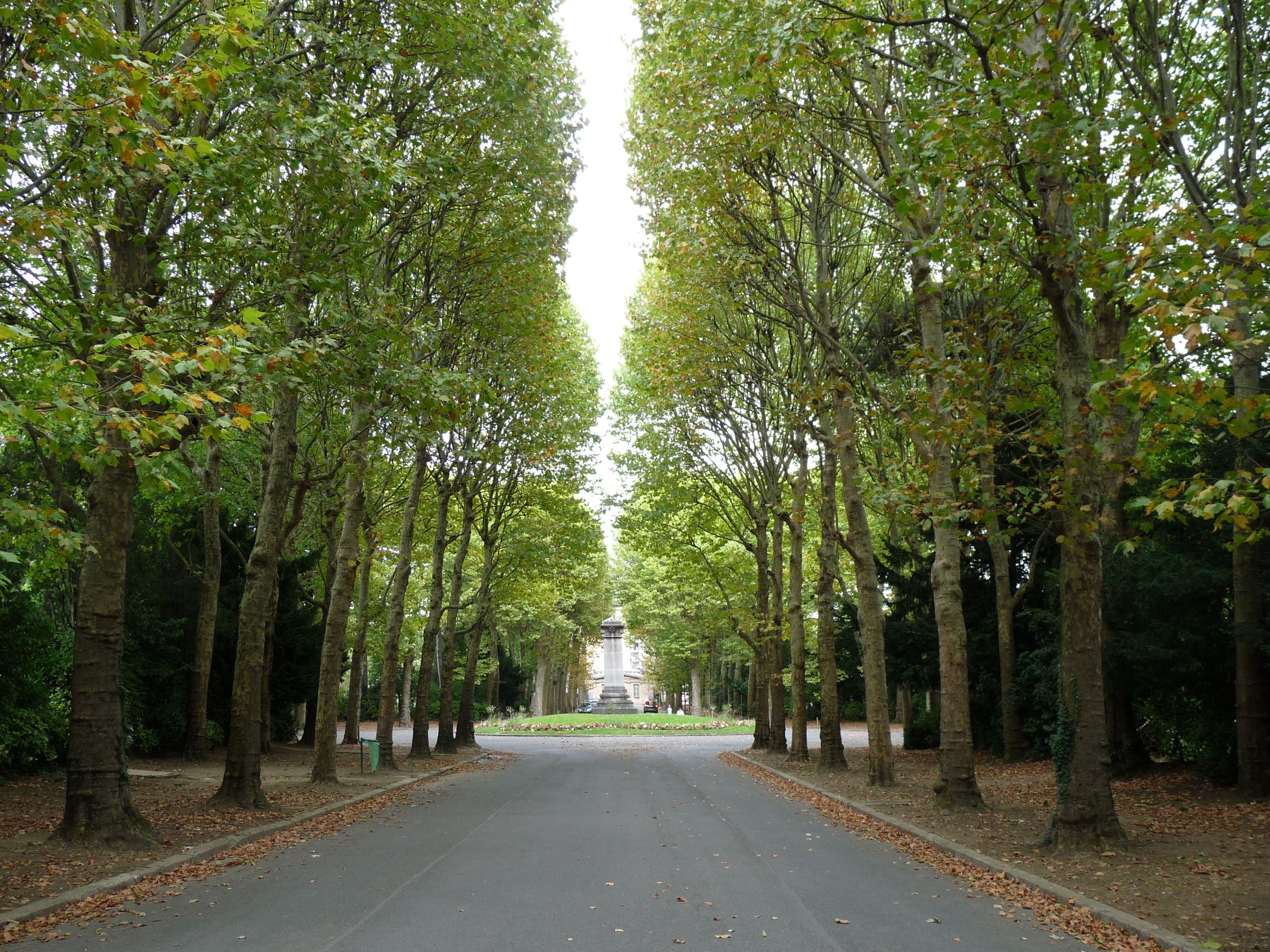
View of the central avenue
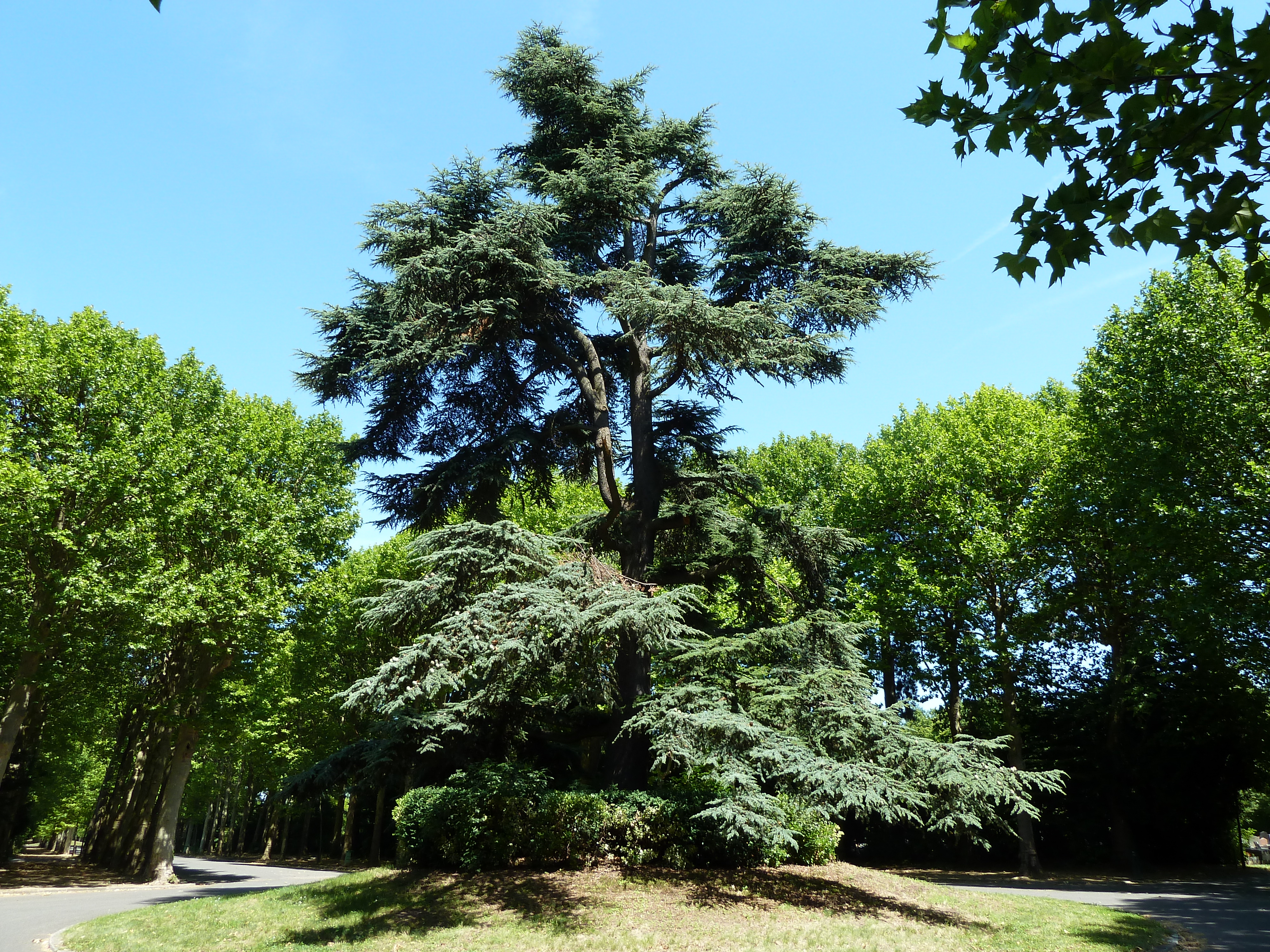
A cedar of Lebanon